# جرن الاصلإب (السدة)

تعديل مصدري - تعديل

جرن الاصلاب محلة تابعة لقرية ذي الريد، التابعة لعزلة وادي الحبالي بمديرية السدة إحدى مديريات محافظة إب في الجمهورية اليمنية.، بلغ تعداد سكانها 39 حسب تعداد اليمن لعام 2004.